# Yeha
Yeha (Guèze : ይሐ, yiḥa ; sudarabique :  ḤW) est un village du nord de l'Éthiopie situé dans la zone de Mehakelegnaw dans la région du Tigré. La Central Statistical Agency (Agence de la Statistique d'Éthiopie) n'a publié aucun chiffre concernant la population du village en 2005, lors du dernier recensement.  

## Histoire
Le plus ancien monument d'Éthiopie est situé à Yeha. Il s'agit d'une tour construite dans le style sabéen datant du VIIIe ou du VIIe siècle av. J.-C.. La présence de cette tour est l'une des raisons qui fait que certains historiens pensent qu'Yeha était la capitale du royaume D'mt. Il ne reste aujourd'hui que les murs d'un temple carrés et des colonnes.
Yeha abrite aussi un monastère de l'Église orthodoxe éthiopienne bâti, selon la tradition, par Abba Aftse, l'un des Neuf Saints. Dans l'un de ses récits sur l'Éthiopie, le missionnaire portugais Francisco Álvares indique avoir visité la ville en 1520 et décrit l'ancienne tour, le monastère ainsi qu'une église qui est elle aussi datée de la période Aksoum et qui est aujourd'hui un musée.
Yeha a également été un lieu de fouilles archéologiques qui ont débuté en 1952 par l'Institut éthiopien d'archéologie. Interrompues sous le régime Derg, les fouilles ont repris en 1993, menées par une équipe d'archéologues français.
Des fouilles supplémentaires menées par le projet Southern Red Sea Archaeological Histories (SRSAH) dans la région ont débuté en 2009 et abouti à la découverte, en 2019, du site de la cité antique de Beta Seneti. Celle-ci a été occupée entre 750 av. J.-C. et 650 et a joué un rôle important dans les échanges entre Askoum et les nations de la mer Rouge,.